# Georg Hermann
Pour les articles homonymes, voir Hermann.
Georg Hermann de son vrai nom Georg Hermann Borchardt, né le 7 octobre 1871 à Berlin et mort le 16 novembre 1943 au camp de concentration de Birkenau, est un écrivain et dramaturge allemand d'origine juive. Ses œuvres les plus connues peignent la petite bourgeoise juive berlinoise de l'époque du Biedermeier.

## Famille et enfance
Georg Hermann est né en 1871, benjamin d'une fratrie de six, dans une famille juive berlinoise installée depuis très longtemps. Né Georg Borchardt, il choisit pour pseudonyme le nom de Hermann, qui était le prénom de son père, pour lui rendre hommage - il était né hors mariage.
L'égyptologue et archéologue Ludwig Borchardt était son frère. Georg travailla comme apprenti commercial et fréquenta parallèlement, de 1896 à 1899 les cours de littérature, d'histoire de l'art et de philosophie à l'université de Berlin. Plus tard, il fut employé au bureau des statistiques de Berlin, mais il écrivait aussi pour une quarantaine de journaux et revues, avant tout pour les éditions Ullstein.

## Écrivain
Dans le premier tiers du XXe siècle, Georg Hermann était un écrivain très lu. Ses romans Jettchen Gebert et Henriette Jacoby, qui se déroulaient dans le Berlin des années 1840 et dressaient un tableau de l'esprit libéral de ce temps-là dans une famille juive, furent à leur époque de grands succès, les deux ensemble comptant plus de 260 éditions. Ses autres romans n'atteignirent jamais une telle popularité.
Georg Hermann fut en 1909 cofondateur, puis en 1910-1913 président de l'Association de défense des écrivains allemands, à laquelle adhérèrent bientôt les écrivains de langue allemande les plus éminents.

### Persécution et exil
Constamment menacé par le national-socialisme, Hermann décida de quitter l'Allemagne après l'incendie du Reichstag. Il s'exila aux Pays-Bas, avec ses deux plus jeunes filles et son épouse, dont il était toutefois séparé. Les œuvres de Georg Hermann figuraient sur la "Liste noire" et furent brûlées lors des autodafés de mai 1933. En exil, dans des conditions économiques difficiles, Hermann écrivit Une époque meurt (Eine Zeit stirbt), ainsi que trois autres romans. Après l'occupation des Pays-Bas par l'armée allemande, il fut contraint au début 1943 de quitter son domicile d'Hilversum pour Amsterdam. D'Amsterdam, il fut déporté, avec la fille de son second mariage et son petit-enfant, vers le camp de transit de Westerbork. Le 16 novembre 1943, Hermann fut déporté au camp d'extermination d'Auschwitz. Le convoi, avec 995 "Juifs du camp de Westerbork" atteignit Auschwitz le 17 novembre 1943. On donne le 19 novembre 1943 comme date de sa mort.

### Stèle commémorative
Le petit parc Georg-Hermann-Garten à Berlin, inauguré en 1962 dans le quartier de Friedenau, rend hommage à la mémoire de l'écrivain. Dans son roman Le Petit Hôte (Der kleine Gast) de 1925, Hermann décrivait affectueusement son ancien domicile de Friedenau comme un coin de jardin idyllique et comme "l'Eldorado des nains de jardin". Les accès au parc partent du 24-25 Grosserstrasse et du 6 Stubenrauchstrasse. L'accès par le 79-81 Bundesalle ne mène plus aujourd'hui qu'à la halte garderie Pestalozzi-Fröbel Haus. Dans le jardin, une stèle à la mémoire de Georg Hermann a été érigée. Elle est quelque peu dissimulée par les barrières de l'aire de jeux de la garderie.

## Œuvres

### Romans et récits
- Spielkinder, 1896
- Modelle, 1897
- Die Zukunftsfrohen, 1898
- Aus dem letzten Hause, 1900
- Jettchen Geberts Geschichte, 1906-1909 (mis en scène par Reinhard Baumgart dans l'opérette Wenn der Weisse Flieder wieder blüht.)
- Henriette Jacoby, 1908
- Kubinke, 1910 (Die Geschichte eines Berliner Frisörs, 18e édition 1922)
- Aus guter alter Zeit, 1911
- Die Nacht des Doktor Herzfeld, 1912 (19e édition 1922)
- Heinrich Schön jr., 1915 (26e édition 1922)
- Vom gesicherten und ungesicherten Leben, 1915 (5e édition 1922)
- Der Guckkasten, 1916
- Einen Sommer lang, 4. Aufl. 1917
- Kleine Erlebnisse, 1920
- Schnee, 1921 (sur la Première Guerre mondiale)
- Die steile Treppe, 1925
- Der kleine Gast,. 1925
- Spaziergang in Potsdam, 1926
- Tränen um Modesta Zamboni, 1927
- Träume der Ellen Stein, 1929
- Grenadier Wordelmann, 1930
- November 18, 1930
- Das Buch Ruth, 1931
- Ruths schwere Stunde, Amsterdam 1934
- Rosenemil, 1935 (adapté au cinéma par Radu Gabrea)
- Der etruskische Spiegel, 1936
- Nur für Herrschaften, 1949

## Théâtre
- Der Wüstling, 1911
- Frau Antonie, 1917
- Mein Nachbar Ameise, 1918

## Essais
- Die deutsche Karikatur im 19. Jahrhundert, 1901
- Wilhelm Busch, Berlin 1902
- Skizzen und Silhouetten, Darmstadt 1902
- Max Liebermann, Berlin 1904
- Die Kette, 1917-1934 (Présentation en cinq tomes de la vie des Juifs en Allemagne entre 1899 et 1923)
- Randbemerkungen, 1919 (Commentaire politique, 3e édition 1920)
- Der doppelte Spiegel, Berlin 1926 (polémique sur la situation des Juifs en Allemagne)
- Eine Zeit stirbt, 1933 (autobiographie)
- M. B., der unbekannte Fussgänger, 1935 (autobiographie)
- Weltabschied, 1935 (réflexions sur sa jeunesse)